# خرم (خوسف)
خرم یک روستا در ایران است که در شهرستان خوسف واقع شده‌است. خرم ۵۷ نفر جمعیت دارد.